# Axel Springer SE
«Аксель Шпрингер-Ферлаг» (Axel Springer SE) — один из крупнейших европейских издательских и медиаконцернов, выпускающий свыше 150 наименований газет и журналов в более чем 32 странах, включая Германию, Францию, Испанию, Россию, Швейцарию, Венгрию, Польшу, Чехию и др. Общее число сотрудников компании превышает 15 тыс. человек, а годовой доход составляет более 2 млрд €.
Наиболее известные издания в Германии — «Вельт», «Бильд», «Auto Bild», «Computer Bild», «Maxim», «YAM!» и мн. др.

## История
«Аксель Шпрингер-Ферлаг» было основано в 1946 году в Гамбурге издателем Генрихом Шпрингером и его сыном журналистом Акселем Шпрингером как общество с ограниченной ответственностью.
Первыми изданиями были Hörzu и Nordwestdeutsche Hefte. Вскоре за ними последовали Bild и Hamburger Abendblatt. В 1953 году издательство приобрело газету Die Welt, из которой вышли Welt am Sonntag и Das Neues Blatt. В 1959 году оно расширило свое участие в издательстве Ullstein, издававшем в Берлине газеты BZ и Berliner Morgenpost.
В 1966 году концерн построил в качестве своей штаб-квартиры высотное здание Axel Springer прямо у Берлинской стены в районе Кройцберг. В 1970 году он был преобразован в акционерное общество.
В 1960—1970-е годы концерн был мишенью для левых студенческих групп. 12 апреля 1968 года, через день после покушения на Руди Дучке студенты устроили акцию протеста перед высотным зданием издательства в Западном Берлине. Демонстранты воспрепятствовали доставке шпрингеровских газет. Они обвинили издательство в соучастии в покушении на лидера студенческого движения. По их мнению, своими репортажами газеты концерна разжигали ненависть к Дучке. 19 мая 1972 года в 15 часов 41 минуту на третьем этаже высотного здания Axel Springer в Гамбурге взорвалась самодельная бомба. Через несколько минут сработали ещё два взрывных устройства, спрятанные в женских туалетах на шестом этаже. По меньшей мере 17 человек получили ранения. Чуть позже удалось обезвредить ещё три бомбы. Через несколько дней ответственность за нападение взяла на себя Фракция Красной армии (РАФ). В письме, написанном Ульрикой Майнхоф, было сказано: «Экспроприируем Шпрингера! Экспроприируем врагов народа!». В 1975 году произошёл взрыв бомбы в парижском офисе концерна, ответственность за который взяла на себя симпатизировавшая РАФ «Группа 6 марта». В том же году швейцарский писатель Даниэль де Руле поджёг шале Акселя Шпрингера недалеко от Гштада.
В 1986 году при издательстве была основана Школа журналистики. 10 апреля 1996 года часть Линденштрассе в Берлине была переименована в Аксель-Шпрингер-Штрассе.

## «Аксель Шпрингер АГ» в России
В России до сентября 2015 года действовала дочерняя компания — ЗАО «Аксель Шпрингер Раша», которая издавала русскоязычные версии журналов «Forbes», «Gala Биография» и «Ok!». Ранее издавались также: «Newsweek» (последний номер — 18 октября 2010 года), «Wallpaper*» (последний номер — дек/янв 2006-07 года). В сентябре 2015 года компания была выкуплена Artcom Media Group.
В 2013 году исполнительным директором ЗАО «Аксель Шпрингер Раша» работал Йоханн Заттлер